# (339) Dorothea
(339) Dorothea és un asteroide pertanyent al cinturó d'asteroides descobert el 25 de setembre de 1892 per Maximilian Franz Wolf des de l'observatori de Heidelberg-Königstuhl, Alemanya.
Està nomenat en honor de l'astrònoma nord-americana Dorothea Klumpke Roberts (1861-1943).
Forma part de la família asteroidal d'Eos.